# Homescapes
Homescapes là một trò chơi điện tử miễn phí được phát triển bởi Playrix vào tháng 9 năm 2017. Trò chơi được phát hành trên cả hai nền tảng là iOS và Android. Trò chơi giống như một phiên bản khác của Gardenscapes với lối chơi ghép 3 và cách chơi tương tự tuy nhiên lại có cốt truyện hoàn toàn khác so với Gardenscapes. Nhân vật chính trọng tâm của trò chơi là quản gia Austin.

## Giới thiệu
Trong trò chơi, người chơi sẽ được trải qua nhiều câu chuyện xoay quanh mạch truyện chính và dần dần sẽ biết về một gia đình với nhiều điều ta chưa biết về họ. Người chơi phải vượt qua những level match-3 để thu thập sao và giúp đỡ Austin hoàn thành nhiệm vụ trong ngày. Người chơi còn có thể chọn nội thất thiết kế theo ý muốn cho căn nhà. Ngoài ra còn có các sự kiện thúc đẩy người chơi hoặc giúp người chơi hoàn thành những level match-3. Ngoài ra, Homescapes cho phép các người chơi kết bạn với nhau và giúp đỡ cũng như thi đua, cạnh tranh lẫn nhau trong các Guild.

## Cốt truyện
Mạch truyện mở đầu với việc Austin cảm thấy nhớ nhà và quyết định trở về căn biệt thự của Olivia và William - bố mẹ ông. Khi về đến nhà thì nơi đó đã ở trong tình trạng mục nát, cũ kĩ. Ông còn biết được tin rằng họ sẽ bán căn biệt thự đó đi vì họ đã già và nếu sửa chữa căn nhà thì sẽ mất rất nhiều tiền. Austin cố gắng thuyết phục bố mẹ và tự nguyện sửa chữa căn nhà giúp bố mẹ.Trước khi sửa xong hoàn toàn căn biệt thự, Austin đã tìm thấy một ngôi nhà được bán rất rẻ và đã đi đến quyết định là mua ngôi nhà đó. Sau khi sửa sang và trang trí lại căn biệt thự ven hồ, Austin nhận được một lá thư từ người bác của ông - Mycroft. Dù bị bố mẹ từ chối, ông vẫn đến nơi đó và mạch truyện mới bắt đầu. Dưới đây là danh sách các cốt truyện phụ xung quanh mạch truyện chính (không bao gồm phòng của Austin vì chỉ là hướng dẫn cách chơi)
| STT | Phòng                             | Khu vực                               |
| --- | --------------------------------- | ------------------------------------- |
| 1   | Sảnh lớn (The hall)               | Biệt thự (Parents' mansion)           |
| 2   | Phòng bếp (Kitchen)               | Biệt thự (Parents' mansion)           |
| 3   | Khu vườn (Garden)                 | Biệt thự (Parents' mansion)           |
| 4   | Phòng khách (Living room)         | Biệt thự (Parents' mansion)           |
| 5   | Nơi để xe (Garage)                | Biệt thự (Parents' mansion)           |
| 6   | Phòng tiệc (Party room)           | Biệt thự (Parents' mansion)           |
| 7   | Thư viện (Library)                | Biệt thự (Parents' mansion)           |
| 8   | Phòng cho khách (Guest house)     | Biệt thự (Parents' mansion)           |
| 9   | Phòng thư giãn (Relaxation room)  | Biệt thự (Parents' mansion)           |
| 10  | Nhà để thuyền (Boathouse)         | Biệt thự (Parents' mansion)           |
| 11  | Phòng khách (Living room)         | Nhà ven hồ (Lake house)               |
| 12  | Nơi cắm trại (Camp site)          | Nhà ven hồ (Lake house)               |
| 13  | Phòng nghệ thuật (Studio)         | Nhà ven hồ (Lake house)               |
| 14  | Tiệm bánh (Bakery)                | Nhà ven hồ (Lake house)               |
| 15  | Nhà bến (Dock house)              | Nhà ven hồ (Lake house)               |
| 16  | Buồng kỳ quan (Chamber of wonder) | Nhà ven hồ (Lake house)               |
| 17  | Nhà hải đăng (Light house)        | Nhà ven hồ (Lake house)               |
| 18  | Nông trại (Farm)                  | Nhà ven hồ (Lake house)               |
| 19  | Nhà đá (Rock house)               | Nhà ven hồ (Lake house)               |
| 20  | Phòng tập thể hình (The Gym)      | Nhà ven hồ (Lake house)               |
| 21  | Phòng ngai vàng (Throne Hall)     | Điền trang trên núi (Mountain estate) |
| 22  | Chái nhà trái (Left Wing)         | Điền trang trên núi (Mountain estate) |
| 23  | Suối khoáng (Mineral Spring)      | Điền trang trên núi (Mountain estate) |
| 24  | Nhà hát (Theatre)                 | Điền trang trên núi (Mountain estate) |

Trong khi sửa căn nhà thì Austin cũng sẽ gặp lại rất nhiều nhân vật giúp đỡ ông tu sửa căn nhà theo nhiều cách khác nhau. Dưới đây là danh sách tất cả những nhân vật từng xuất hiện trong Homescapes.
| STT | Tên             | Nghề nghiệp & Đặc điểm                             |
| --- | --------------- | -------------------------------------------------- |
| 1   | Austin          | Quản gia                                           |
| 2   | William         | Quản gia (đã nghỉ hưu), bố của Austin              |
| 3   | Olivia          | Nội trợ, mẹ của Austin                             |
| 4   | Katherine Broom | Người bán hoa, bạn thuở nhỏ cúa Austin             |
| 5   | Stephanie Broom | Nội trợ, mẹ của Katherine                          |
| 6   | Andy Tanner     | Họa sĩ                                             |
| 7   | Jeb Dodger      | Thợ xây                                            |
| 8   | Lisa            | Người chuyển phát, bạn gái của Patrick             |
| 9   | Ralph Ray       | Đầu bếp, nhà sản xuất của Ralph Ray's Show         |
| 10  | Raúl Gonzales   | Thợ máy                                            |
| 11  | Patrick O'Leary | Đạo diễn phim, bạn trai của Lisa, em họ của Austin |
| 12  | Lao             | Chủ cửa hàng đồ cổ, bạn của William                |
| 13  | Robbie Wood     | Thợ mộc                                            |
| 14  | Arthur Goodman  | Đại diện hội đồng thị trấn                         |
| 15  | Tom Sequoia     | Kiểm lâm                                           |
| 16  | Ellen Waterman  | Phóng viên tự do                                   |
| 17  | Scotty          | Không, con của Deborah và Greg                     |
| 18  | Chloe Wood      | Không, con của Robbie và Melinda                   |
| 19  | Claire Hoverson | Phi công                                           |
| 20  | Mycroft Barrow  | Nhà kinh doanh dầu mỏ, anh họ của William          |
| 21  | Jerry Doyle     | Người tổ chức các Event                            |
| 22  | Shanti          | Nhà trị liệu, bạn của Katherine                    |
| 23  | Tim Tucker      | Vận động viên chuyên nghiệp                        |
| 24  | Rachel Barrow   | Nhà khảo cổ học, em gái họ của Austin              |

## Những level match-3
Những level match-3 trong Homescapes cũng góp một phần quan trọng vào sự thành công của trò chơi. Các level match-3 thường được cập nhật với số lượng từ 3 - 5 level trong một ngày, nhanh hơn so với các Update (thường là một tháng). Các level trong Homescapes có các nhiệm vụ rất đa dạng. Với những level ban đầu khi mới chơi, các level thường đơn giản với những nhiệm vụ như thu thập đủ số lượng Element yêu cầu,.. Nhưng càng về sau thì các level càng khó hơn với những nhiệm vụ khó nhằn hơn phá hủy một số Element được quy định hay kích hoạt các Power-Up. Dựa vào những yêu cầu mà người chơi phải tùy cơ ứng biến sao cho hoàn thành nhiệm vụ trong số lượt đi quy định.
Trong các level match-3, ngoài các Basic Element thì còn các Power-Up để trợ giúp hoàn thành các nhiệm vụ. Các Power-Up được kích hoạt bằng cách nhấn đúp vào Power-Up hoặc di chuyển sang ô bên cạnh. Hoặc nếu có 2 Power-Up liền kề nhau và muốn tạo ra những combo mạnh hơn thì đảo vị trí của 2 Power-Up cho nhau. Trước các level  và trong các level sẽ có một khung gồm các Booster nhằm hỗ trọ người chơi.
| Power-Up      | Cách tạo ra                                                    | Tác dụng |
| ------------- | -------------------------------------------------------------- | --- |
| Rocket        | Tạo ra một hàng hoặc một cột gồm 4 Basic Element cùng loại     | Càn quét một cột hay một hàng và phá tất cả Element (Cookies và Cookies Stack có khả năng ngăn chặn)                    |
| Bomb          | Tạo ra một hình " T " hoặc " L " gồm 5 Basic Element cùng loại | Càn quét một khu vực bán kính 3 ô từ ô được kích hoạt                                                                   |
| Paper Plane   | Tạo ra một hình vuông gồm 4 Basic Element cùng loại            | Phá 4 Element xung quanh theo chiều ngang, dọc và phá hủy Element mục tiêu (mặc định những mục tiêu nhiệm vụ và hỗ trợ) |
| Rainbow Blast | Tạo ra một hàng hoặc một cột gồm 5 Basic Element cùng loại     | Chọn tất cả các Basic Element trong bảng chơi được chọn và phá hủy toàn bộ chúng.                                       |

| Power-Up combo                            | Tác dụng |
| ----------------------------------------- | --- |
| Rocket + Rocket                           | Càn quét một cột và một hàng (Cookies và Cookies Stack có khả năng ngăn chặn)                                                                                                 |
| Rocket + Bomb                             | Càn quét ba cột và ba hàng (Cookies và Cookies Stack có khả năng ngăn chặn)                                                                                                   |
| Bomb + Bomb                               | Càn quét một vùng rộng hơn so với Bomb thường |
| Paper Plane + Paper Plane                 | Phá hủy Basic Element theo tất cả các hướng và tạo ra 3 Paper Plane phá hủy 3 mục tiêu (mặc định những mục tiêu nhiệm vụ)                                                     |
| Paper Plane + Rocket, Bomb                | Phá hủy 4 Basic Element theo 4 hướng, phá hủy mục tiêu và kích hoạt Power-Up kèm theo                                                                                         |
| Rainbow Blast + Rainbow Blast             | Càn quét toàn bộ bảng chơi và tác động lên toàn bộ các Element và Power-Up khác                                                                                               |
| Rainbow Blast + Rocket, Bomb, Paper Plane | Tăng số lượng của Power-Up đó lên vào bất kì một Basic Element (mặc định loại có số lượng nhiều nhất đang có trên bảng chơi) và kích hoạt tất cả các Power-Up đó cùng một lúc |

Ngoài các Basic Element và Power-Up còn có các Element khác; chúng có thể là một nhiệm vụ, hỗ trợ hoặc ngăn cản việc hoàn thành nhiệm vụ.
| Tên                                        | Cách tác động                                                                              | Khả năng - Tác dụng | Yêu cầu đặc biệt                                                                                          | Thuộc loại         |
| ------------------------------------------ | ------------------------------------------------------------------------------------------ | --- | --- | ------------------ |
| Thảm (Carpet)                              | - Match-3 thông thường - Dùng Power-Up                                                     | Không | Phải có ít nhất 1 Basic Element trong thảm hoặc phải đứng trong thảm (Power-Up)                           | Nhiệm vụ           |
| Xích (Chains)                              | - Match-3 thông thường - Dùng Power-Up                                                     | - Không cho một Element nào đó được di chuyển - Có thể lên tới 2 cấp | Chỉ có thể dùng các Power-Up để loại bỏ xích khỏi Power-Up hoặc các Element đặc biệt                      | Nhiệm vụ, ngăn cản |
| Anh đào (Cherries)                         | - Match-3 thông thường - Dùng Power-Up                                                     | - Có thể lên tới 6 cấp - Có thể chứa các Basic Element thay cho anh đào | Phải là match-3 cạnh anh đào hoặc Power-Up phải tác động vào các Basic Element bên cạnh anh đào           | Nhiệm Vụ           |
| Bánh vòng (Donuts)                         | Không                                                                                      | Không | Bằng mọi cách phải đưa được về cuối bảng chơi hoặc hướng được yêu cầu                                     | Nhiệm vụ           |
| Hộp (Boxes)                                | - Match-3 thông thường - Dùng Power-Up                                                     | - Có thể chứa các Basic Element hoặc Power-Up - Có thể lên tới 6 cấp | Không | Nhiệm vụ, ngăn cản |
| Trọng lực (Gravitation)                    | Không                                                                                      | Thay đổi chiều rơi của nhiều loại Element | Không | Ngăn cản, hỗ trợ   |
| Bánh quy (Cookies)                         | - Match-3 thông thường (Rocket và các combo với Rocket có thể bị ngăn cản) - Dùng Power-Up | Ngăn cản Rocket càn quét | Không | Nhiệm vụ, ngăn cản |
| Cổng dịch chuyển (Portal)                  | Không                                                                                      | Dịch chuyển một Element từ vị trí hoặc bảng chơi này sang một vị trí hoặc bảng chơi | Không | Hỗ trợ             |
| Táo (Apples)                               | - Match-3 thông thường - Dùng Power-Up                                                     | Có thể chứa trong hộp khoảng 8 quả | Không | Nhiệm vụ           |
| Tường (Walls)                              | Dùng Power-Up (Ngoại trừ Rainbow Blast)                                                    | Không cho phép di chuyển các Element bị ngăn cản bởi tường nhưng vẫn có thể tạo ra match-3 | Không | Ngăn cản           |
| Rèm che (Window Blinds)                    | - Match-3 thông thường - Dùng Power-Up                                                     | - Che tất cả các Element chứa bên trong - Mỗi lần tác động chỉ có thể kéo lên một ô | Không | Ngăn cản           |
| Nước xà bông (Suds)                        | - Match-3 thông thường - Dùng Power-Up                                                     | - Che các Element có thể di chuyển bên trong chúng - Có thể lan ra nếu không loại bỏ | Phải tác động bên cạnh bọt (Cả match-3 và Power-Up) hoặc bên cạnh (Power-Up)                              | Ngăn cản, nhiệm vụ |
| Nước xà bông (Rich Suds)                   | - Match-3 thông thường - Dùng Power-Up                                                     | - Che các Element có thể di chuyển bên trong chúng - Có thể lan ra nếu không loại bỏ - Có thể hình thành bong bóng bảo vệ khỏi bị phá 1 lần                                                                         | Phải tác động bên cạnh bọt (Cả match-3 và Power-Up)                                                       | Ngăn cản, nhiệm vụ |
| Lọ phun xà bông (Soap Foamer)              | - Match-3 thông thường - Dùng Power-Up                                                     | - Có thể phun nước xà bông nếu không bị ngăn chặn - Không thể bị phá hủy | Không | Ngăn cản           |
| Máy phát (Generator)                       | Không                                                                                      | - Có thể sản xuất các Element theo nhãn trên máy phát (Generator) | Không | Ngăn cản, hỗ trợ   |
| Băng (Ice)                                 | - Match-3 thông thường - Dùng Power-Up                                                     | Có thể lên tới 2 cấp | Chỉ có thể dùng các Power-Up để loại bỏ băng khỏi Power-Up hoặc các Element đặc biệt                      | Ngăn cản, nhiệm vụ |
| Dầu (Oil)                                  | - Match-3 thông thường - Dùng Power-Up                                                     | Có thể lan ra nếu không loại bỏ | Phải có ít nhất 1 Basic Element trong vũng dầu                                                            | Nhiệm vụ           |
| Tượng (Statues)                            | Dùng Power-Up (Ngoại trừ Rainbow Blast)                                                    | Không thể tác động bởi match-3 thông thường | Phải tác động ba lần                                                                                      | Nhiệm vụ           |
| Hộp bất ngờ (Surprise Box)                 | - Match-3 thông thường - Dùng Power-Up                                                     | - Có thể chứa Power-Up hoặc các Element cản trở - Có thể lên tới 5 cấp | Không | Ngăn cản, hỗ trợ   |
| Quả óc chó (Walnuts)                       | Dùng Power-Up (Ngoại trừ Rainbow Blast)                                                    | Có thể lên tới 3 cấp | Không | Ngăn cản, nhiệm vụ |
| Máy làm bánh vòng (Donut Makers)           | - Match-3 thông thường - Dùng Power-Up                                                     | Làm ra các bánh vòng (Donut) | Không | Nhiệm vụ           |
| Cuộn thảm (Carpet Roll)                    | - Match-3 thông thường - Dùng Power-Up                                                     | - Rải thảm theo 4 hướng ngang dọc - Có thể lên tới 5 cấp | Không | Hỗ trợ             |
| Bom băng (Ice Bomb)                        | - Match-3 thông thường - Dùng Power-Up                                                     | Nổ và đóng băng các Element sau một khoảng thời gian | Không | Ngăn cản           |
| Gạch lát (Tiles)                           | - Match-3 thông thường - Dùng Power-Up                                                     | Không | Phải tác động bằng Power-Up trước rồi mới có thể phá nốt phần còn lại                                     | Nhiệm vụ           |
| Ruy băng có nơ (Ribbon with Bows)          | - Match-3 thông thường - Dùng Power-Up                                                     | Có thể lên tới 4 cấp | Không | Ngăn cản           |
| Đồng hồ báo thức (Alarm Clock)             | - Match-3 thông thường - Dùng Power-Up                                                     | Nếu đồng hồ quay ngược đến số 0 thì sẽ lập tức thua | Không | Ngăn cản           |
| Nhẫn (Ring)                                | - Match-3 thông thường - Dùng Power-Up                                                     | - Ring Box có thể lên tới 2 cấp - Ring Box chứa hoặc không chứa nhẫn (Ring) | Không | Nhiệm vụ, ngăn cản |
| Bình dầu (Oil Pitchers)                    | - Match-3 thông thường - Dùng Power-Up                                                     | - Chứa dầu (Oil) - Có thể lên tới 2 cấp | Không | Nhiệm vụ           |
| Quả cầu Plasma (Plasma Globe)              | - Match-3 thông thường - Dùng Power-Up                                                     | Loại bỏ tất cả các Basic Element cùng một màu ngẫu nhiên | Phải tác động ít nhất 3 lần để kích hoạt                                                                  | Hỗ trợ             |
| Máy hát và nốt nhạc (Gramophone and Notes) | - Match-3 thông thường - Dùng Power-Up                                                     | - Phát ra các nốt nhạc (Notes) đối với máy hát (Gramophone) - Làm cho màu của Basic Element có nốt nhạc (Notes) biến đổi sau một lượt di chuyển                                                                     | Phải tác động ít nhất 3 lần để kích hoạt máy hát (Gramophone)                                             | Nhiệm vụ           |
| Mạng nhện (Cobwebs)                        | Dùng Power-Up                                                                              | Không cho các Element trong mạng nhện được di chuyển hoặc kích hoạt (Power-Up) nhưng vẩn được tạo các match-3 | Không | Nhiệm vụ, ngăn cản |
| Mảnh ghép (Puzzles)                        | - Match-3 thông thường - Dùng Power-Up                                                     | Che các Element chứa bên trong mảnh cần phải ghép | Phải thu thập đầy đủ các mảnh ghép để mở phần bị che                                                      | Ngăn cản           |
| Thức ăn cho mèo (Cat Treat)                | - Match-3 thông thường - Dùng Power-Up                                                     | - Thức ăn cho mèo được gói trong 3 lớp + Hộp chứa 2 gói có 4 cấp + Gói chứa 2 miếng có 3 cấp + Miếng có 2 cấp - Mỗi lần phá được một lớp thì các lớp phía sau sẽ di chuyển đến một vị trí ngẫu nhiên trên bảng chơi | Không | Nhiệm vụ           |
| Chồng bánh quy (Cookies Stack)             | - Match-3 thông thường - Dùng Power-Up                                                     | - Ngăn cản Rocket càn quét - Chứa một số lượng bánh quy (Cookies) nhất định | Không | Nhiệm vụ, ngăn cản |
| Máy nướng bánh mì (Toaster)                | - Match-3 thông thường - Dùng Power-Up                                                     | Mỗi match-3 tác động cạnh máy nướng bánh mì sẽ thu thập được 2 miếng bánh | Không | Nhiệm vụ           |
| Hộp chứa ngô (Container with Corn)         | - Match-3 thông thường - Dùng Power-Up                                                     | - Chứa 3 khúc ngô (Corn) - Nếu không tác động vào thì hộp sẽ bắt đầu tự đóng lại | Không | Nhiệm vụ           |
| Cuộn len (Ball of Yarn                     | - Match-3 thông thường - Dùng Power-Up                                                     | Có thể phá các Element hoặc đảo chỗ với các Basic Element trên đường đi | Phải đưa hết các cuộn len (Ball of Yarn) về hộp                                                           | Nhiệm vụ           |
| Điện thoại (Phone)                         | - Match-3 thông thường - Dùng Power-Up                                                     | Rung lên trong một số lượt đi nhất định | Không | Nhiệm vụ           |
| Chậu hoa (Flowerpots)                      | - Match-3 thông thường - Dùng Power-Up                                                     | Ngăn cản các Element di chuyển theo hướng nhất định | Phải làm cho đủ số lượng chậu hoa (Flowerpots) nhất định để loại bỏ một loạt                              | Ngăn cản           |
| Mũ ma thuật (Magic Hats)                   | Không                                                                                      | Tác động lên toàn bộ các Element trong bảng chơi | Phải thu thập đầy đủ Element được yêu cầu để kích hoạt mũ ma thuật (Magic Hats)                           | Hỗ trợ             |
| Xô nước (Water BUckets)                    | - Match-3 thông thường - Dùng Power-Up                                                     | Không | Đầu tiên phải loại bỏ nước rồi mới có thể thu xô nước (Water Buckets)                                     | Nhiệm vụ           |
| Bút chì màu (Colored Pencils)              | - Match-3 thông thường - Dùng Power-Up                                                     | Chứa tới 4 màu trong cùng một hộp | Phải là các match-3 đúng màu với một màu trong hộp đang có để thu thập                                    | Nhiệm vụ           |
| Máy hút bụi (Vacuums)                      | - Match-3 thông thường - Dùng Power-Up                                                     | Sẽ loại bỏ toàn bộ các Element trên đường đi nếu được kích hoạt và biến mất sau khi đi tới đích cuối cùng | Phải thu thập đủ số lượng một Element để kích hoạt máy hút bụi (Vacuums)                                  | Hỗ trợ             |
| Nhà của mèo (Cat Houses)                   | - Match-3 thông thường - Dùng Power-Up                                                     | - Mèo có thể chuyển vị trí - Nhà của mèo phải tác động 4 lần | Không | Nhiệm vụ           |
| Lọ mứt (Jam Jar)                           | - Match-3 thông thường - Dùng Power-Up                                                     | Không | Phải làm đầy lọ mứt bằng match-3 rồi sau đó thu lọ mứt bằng match-3 có màu tương tự với mứt hoặc Power-Up | Nhiệm vụ           |
| Tủ lạnh (Refrigerator)                     | - Match-3 thông thường - Dùng Power-Up                                                     | Không | Đầu tiên phải mở tủ lạnh bằng Power-Up sau đó mới có thể tạo Match-3 để thu thập lon nước trong tủ        | Nhiệm vụ           |
| La bàn (Compasses)                         | - Match-3 thông thường - Dùng Power-Up                                                     | Kim la bàn có thể di chuyển ở bất kì hướng nào | Phải tạo ra 2 Match-3 cạnh các mặt phát sáng của la bàn để thu thập la bàn                                | Nhiệm vụ           |
| Dây thường xuân (Ivy)                      | - Match-3 thông thường - Dùng Power-Up                                                     | Mọc ra liên tục và không cho các Element bị dây quấn lên di chuyển | Không | Ngăn cản           |
| Hơi nước (Steam)                           | - Match-3 thông thường - Dùng Power-Up                                                     | Có thể lên tới 2 cấp | Không | Ngăn cản           |
| Trâm cài (Brooches)                        | - Match-3 thông thường - Dùng Power-Up                                                     | Không | Phải thu thập các viên đá quý để thu thập trâm (Brooches)                                                 | Nhiệm vụ           |
| Bóng đèn (Light Bulbs)                     | - Match-3 thông thường - Dùng Power-Up                                                     | Có thể chứa 6 bóng đèn bên trong mỗi khay | Phải tạo match-3 cùng màu với màu đèn hoặc dùng Power-Up để có thể thu thập bóng đèn tiếp theo            | Nhiệm vụ           |
| Gấu trong hộp (Bear-in-a-box)              | - Match-3 thông thường - Dùng Power-Up                                                     | Nếu không tác động lên thì hộp sẽ đòng lại dần dần | Không | Nhiệm vụ           |
| Nồi nấu ăn (Cooking Pots)                  | - Match-3 thông thường - Dùng Power-Up                                                     | Tạo ra hơi nước che các Element khác nếu không bị tác động | Phải tác động 3 lần để tắt nồi rồi mới có thể thu thập                                                    | Nhiệm vụ, ngăn cản |
| Vali và mũ (Suitcase and Hats)             | - Match-3 thông thường - Dùng Power-Up                                                     | Mũ (Hats) chỉ xuất hiện sau khi vali được mở ra | Phải mở vali bằng 3 lần kích hoạt Power-Up vào vali rồi mới có thể thu thập mũ                            | Nhiệm vụ           |
| Mền (Blanket)                              | - Match-3 thông thường - Dùng Power-Up                                                     | Che các Element bên trong | Loại bỏ tất cả các mũi khâu (Stitches) thì mới loại bỏ được mền (Blanket)                                 | Ngăn cản           |

## Đón nhận
Tính đến hiện tại, Homescapes đã có hơn 100 triệu lượt tải xuống trên Google Play. Tuy nhiên, cùng với nhiều trò chơi điện tử khác của Playrix, có một số chỉ trích liên quan tới việc công ty này đã phát hành các quảng cáo chất lượng thấp, làm cho người xem hiểu sai lệch về thể loại và cách chơi của Homescapes.